# 훈 (1999년생 프로게이머)
훈(본명: 이장훈, 1999년 6월 4일 ~ )은 대한민국의 리그 오브 레전드 프로게이머로 아이디는 Brook이다. 포지션은 탑 라이너이다.

## 선수 생활
2018년 6월 5일 한화생명 e스포츠에 입단하면서 프로 커리어를 시작했다. 하지만 경기에 출전하지는 못했다.
2019시즌을 앞두고 아프리카 프릭스에 입단했다. 스프링 시즌에서는 서브 선수로 활동했다. 서머 시즌에서는 출전을 기록하지 못했다.
2020시즌에서는 아프리카에 잔류했지만 경기에 출전하지 못했다. 2020시즌 종료 후 팀에서 퇴단했다.
2021년 4월 23일, 터키의 5 로닌에 입단했다.

## 소속팀
| # | 팀명             | 소속 기간             | 소속 리그 | 비고 |
| - | ---------------- | --------------------- | --------- | ---- |
| 1 | 한화생명 e스포츠 | 2018.06.05~2018.11.19 | LCK       |      |
| 2 | 아프리카 프릭스  | 2018.12.23~2020.11.17 | LCK       |      |
| 3 | 5 로닌           | 2021.04.23~           | TCL       |      |

## 수상 내역
- 2019 LoL KeSPA컵 울산 우승